# Verordnung über das Nachweisverfahren zur Begrenzung elektromagnetischer Felder
Die Verordnung über das Nachweisverfahren zur Begrenzung elektromagnetischer Felder oder kurz BEMFV bzw. nichtamtlich EmF-Begrenzungsverordnung ist eine bundesdeutsche Verordnung und soll die Details zum Gesetz über Funkanlagen und Telekommunikationsendeinrichtungen, sowie zur Amateurfunkverordnung regeln. Die erste BEMFV trat am 28. August 2002 in Kraft und löste die Verfügung 306/1997 der ehemaligen RegTP ab, dessen rechtliche Wirksamkeit angezweifelt wurde. Die BEMFV wurde zuletzt geändert durch Art. 3 Abs. 3 G v. 27.6.2017 I 1947.

## Geltungsbereich
Die Verordnung wurde auf Grund des § 12 und des § 16 Abs. 1 Nr. 3 des Gesetzes über Funkanlagen und Telekommunikationsendeinrichtungen vom 31. Januar 2001 (BGBl I S. 170) in Verbindung mit dem 2. Abschnitt des Verwaltungskostengesetzes vom 23. Juni 1970 (BGBl I S. 821) von der Bundesregierung verordnet. Die später novellierte Amateurfunkverordnung nimmt ausdrücklich Bezug auf die BEMFV und schreibt deren Wirksamkeit auch für Funkamateure fest.

## Begriffsbestimmungen
Im Sinne dieser Verordnung
- ist eine ortsfeste Funkanlage: eine Funkanlage im Sinne des § 2 Nr. 3 des Gesetzes über Funkanlagen und Telekommunikationsendeinrichtungen einschließlich Radaranlagen, die während ihres bestimmungsgemäßen Betriebes keine Ortsveränderung erfährt,
- ist eine ortsfeste Amateurfunkanlage: eine ortsfeste Funkanlage im Sinne der Nummer 1, die gemäß § 2 Nr. 3 des Amateurfunkgesetzes vom 23. Juni 1997 (BGBl I S. 1494), das zuletzt durch Artikel 48 des Gesetzes vom 10. November 2001 (BGBl I S. 2992) geändert worden ist, betrieben wird,
- ist ein Standort: ein Installationsort, an dem eine ortsfeste Funkanlage errichtet wurde oder errichtet werden soll; zum Standort gehören alle Funkanlagen, die auf demselben Mast oder in unmittelbarer Nähe (die Sicherheitsabstände der einzelnen Antennen überlappen sich) voneinander betrieben werden,
- ist der standortbezogene Sicherheitsabstand: der erforderliche Abstand zwischen der Bezugsantenne und dem Bereich, in dem die Grenzwerte nach § 3 Satz 1 unter Einbeziehung der relevanten Feldstärken umliegender ortsfester Funkanlagen eingehalten werden,
- ist die Bezugsantenne: die Sendeantenne mit der niedrigsten Montagehöhe über Grund, die einen systembezogenen Sicherheitsabstand erfordert oder aufgrund ihrer Charakteristik bei der Berechnung des standortbezogenen Sicherheitsabstands berücksichtigt werden muss,
- ist der systembezogene Sicherheitsabstand: der Abstand zwischen einer einzelnen ortsfesten Antenne und dem Bereich, in dem die Grenzwerte nach § 3 Satz 1 eingehalten werden,
- ist der kontrollierbare Bereich: der Bereich, in dem der Betreiber über den Zutritt oder Aufenthalt von Personen bestimmen kann oder in dem aufgrund der tatsächlichen Verhältnisse der Zutritt von Personen ausgeschlossen ist,
- ist der Betreiber: diejenige natürliche oder juristische Person, die die rechtliche und tatsächliche Kontrolle über die Gesamtheit der Funktionen einer Funkanlage hat.

## Praktische Auswirkungen
Die BEMFV hat weitreichende Auswirkungen auf den Betrieb, insbesondere auf die Inbetriebnahme von Funkanlagen. Dabei ist es unwesentlich um welche Funkanlage es sich handelt, solange es sich um eine ortsfeste Funkanlage handelt und eine EIRP (en. Equivalent Isotropically Radiated Power, dt. äquivalente isotrope Strahlungsleistung) von 10 Watt oder mehr abgestrahlt wird.
Bei Standortmitbenutzung, d. h. wenn mehr als eine Anlage betrieben wird, gilt die Gesamt EIRP aller Anlagen:
"Sind an dem vorgesehenen Standort einer ortsfesten Funkanlage bereits weitere ortsfeste Funkanlagen vorhanden und ergibt die Gesamtleistung aller an dem Standort zu betreibenden ortsfesten Funkanlagen eine Strahlungsleistung (EIRP) von 10 Watt und mehr, so ist für die zuletzt zu errichtende Funkanlage eine Standortbescheinigung zu beantragen." § 6
Alle Funkstellen müssen von der BNetzA genehmigt werden, bevor sie in Betrieb genommen werden dürfen. Die BNetzA teilt zu diesem Zweck eine Standortbescheinigung nach § 4 BEMFV zu. Dieses trifft auch den CB-Funk und alle Radio-Sender. Funkamateure müssen für ihre Amateurfunkstellen nicht in jedem Fall eine Standortbescheinigung beantragen. Solange sich die Sicherheitsabstände der verschiedenen Funkanwendungen nicht überlappen, genügt es die Amateurfunkstelle nach einem genau festgelegten Verfahren anzuzeigen. So wird sichergestellt, dass auch die Amateurfunkstellen die gleichen Grenzwerte einhalten, wie alle übrigen Funkstellen. Die dafür benötigten Grundlagen muss ein Funkamateur bei seiner Prüfung für das Amateurfunkzeugnis nachweisen.